# 압둘아지즈 알비시
압둘아지즈 알리 모함메드 알비시(아랍어: عبد العزيز البيشي, Abdulaziz Ali Mohammed Al-Bishi, 1994년 3월 11일 ~)는 사우디아라비아의 축구 선수이며 포지션은 윙어이다. 현재 알이티하드 소속이다.